# 黎憲宗
黎憲宗（越南语：／；1461年9月13日—1504年7月5日），名黎鏳（越南语：／），又名黎暉（越南语：／），是越南後黎朝第六任皇帝，1498年—1504年在位。

## 生平
黎宪宗是黎聖宗之子，自小因聰明睿智而被聖宗所奇愛，居東宮三十六年，德業日進，仁孝聞於天下。洪德二十八年(1497年)，黎聖宗駕崩於寶光宮，黎憲宗即位，改元景統。
即位之初，黎憲宗嚴禁宮中的人出外採購時抑買濫取、又釋放在宮中的宮女、淘汰了軍隊中的老弱、減輕賦役工程偏重的地方、清查冤屈、放寛刑罰、返還逋負、賑濟孤貧，一時國人大悅。黎憲宗為人仁慈温和，不為嚴毅，曾經召見士大夫詢訪朝政得失，并用言辭引導他說出真話，使達下情，决壅蔽。而臣下有過失，往往只是薄示戒責，不忍輟加笞辱，有所處罰，可稱是後黎朝歷史上的一位仁君。
在政治上，黎憲宗認為「聖祖肇造區夏，皇父內修外攘，規已定，吾無事乎更張，惟遵守成憲，充擴而光大之，以宣昭我祖考之德而已」，因此政策無甚更張。但其於農業民政上特別關注，不但加意勸課官民，又令疏導河流，開鑿溝渠，鋪設道路，建造水車，以便農耕，算是有所作為，政績斐然。
雖然黎憲宗有所治功，但他又與其父一樣有「女謁盛」的問題，以致在位短淺就身嬰重疾。景統七年五月二十四日（1504年7月5日），黎憲宗駕崩於圖治殿，他逝世後被追廟號憲宗，諡號體天凝道懋德至仁昭文紹武宣哲欽聖彰孝睿皇帝。葬于裕陵，其陵寝前的碑文已于2017年获越南政府评定为国宝。

## 評價
總體而言憲宗在位期間好文守成，節用愼罰，修政任賢，敬天勤民，是一位守成之主，大越史記全書也稱其為「賢主」。
《大越史記全書》:「帝天資英睿，運撫隆平，纔七年間，而天下晏然，足為守成之令主，享國不永，惜哉！」
《黎朝史記》:「帝篤志好學，親賢樂善，足為承平之良主，不幸早沒，惜哉！」
《越南通史》:「憲宗政事一遵太祖、聖宗成憲，全無更張。國內無有盜賊作亂，國外無有戰事攻伐，國家處於太平時期。」
明朝使者梁儲:「今日仰見國王，年長眞聖人相，眞長壽相，實天南生靈之福，何其博學應事捷敏之速。」
越南史官武瓊:「帝天資日表，隆準龍顔，神釆異常，聖宗奇愛之。尤聰明睿智，高出物表，而仁慈温和，不為嚴毅，常朝退引士大夫詢訪得失，假以辭色，導之使言，達下情，决壅蔽。臣下過失，薄示戒責，不忍輟加笞辱，有所措置。從容閒暇，末嘗大聲以色，而天下亶亶從化，每言聖祖肇造區夏，皇父內修外攘，規已定，吾無事乎更張，惟遵守成憲，充擴而光大之，以宣昭我祖考之德而己。」

## 妻妾
- 莊順皇太后阮氏環
- 昭仁皇太后阮氏瑾
- 廉皇后枚氏玉鼎[12]
- 貴妃裴氏
- 敬妃阮氏

## 子女
黎憲宗有六子十女。

### 子
1. 安王 黎洵，庶子，母枚氏玉鼎。
2. 威穆帝 黎濬
3. 黎肅宗 黎敬甫
4. 通王黎溶，母裴贵妃。
5. 明王黎治，母不详。
6. 思王黎瀁，母不详。

### 女
1. 長女豐安公主靜泓
2. 次女廉順公主翠瀛
3. 三女延康公主福源
4. 四女福善公主寶沛
5. 五女陽春公主貴淳
6. 六女儀鸞公主貞淑
7. 七女端湯
8. 八女清澂
9. 九女明澄
10. 十女

## 腳注
1. ↑  . . 帝姓黎，諱左從金右從曾，號上陽洞主，聖宗淳皇帝之嫡嗣也，聖母長樂太皇太后阮氏。帝以光順二年辛巳八月十日丁丑誕生，是為天壽聖節……景統七年甲子閏四月，帝不豫。五月二十三日壬子，大漸，遺命皇太子嗣位。二十四日癸丑，崩于圖治殿正寢，壽四十有四。皇子六，正位太子左從氵右從囗，莊順明聖皇太后阮氏所生，即今嗣位皇帝也，庶子洵，封安王，濬、溶、沾、囗未封；皇女十，靜泓封豐安公主，翠瀛封廉順公主，福源封延康公主，寶沛封福善公主，貴淳封陽春公主，貞淑封儀鸞公主，端湯、清澂、明澄、囗囗皆未封。
2. ↑  《大越史記全書》(卷之十三):「初八日，禁抑買丼揀錢。詔內府女史，天和宮人及諸王公主府大臣家奴婢，於市上鄕里民人所賣貨財，不得狃舊習，假公營私，抑買錢價，及濫取不還錢。自今百姓買賣貨物，及檢收納官庫諸錢，擲地有聲，穿繙猶得，輪郭少欠，自今一體收用，不得苛揀拒斥。」
3. ↑  《大越史記全書》(卷之十四):「放宮女數百人。」
4. ↑  《欽定越史通鑑綱目》(正編/卷之二十四):「乂安饑。詔發倉粟貸貧民。」
5. ↑  《大越史記全書》(卷之十四):「遣使往四方，追勘貧乏老弱在軍者，饒汰之，賦役工程偏重者，輕減之，放眚災，伸冤屈，錄失職，褒有功，歸逋負，寛刑罰，旌節義，賑孤貧，擢廉濴，進賢才，中外大悅。帝在東宮三十六年，德業日進，仁孝聞於天下，故初政藹有可觀。」
6. ↑  《欽定越史通鑑綱目》(正編/卷之二十四):「帝加意農事，敕承、憲、府、縣官巡行勸課，築堤防，濬𤱶澮，立田界，以備水旱。每社置社長一人，專督農桑。凡外官以事赴京及朝使有外至者，必召問年榖豐歉，百姓樂苦。其軍匠之上番者，各分遣歸農。」
7. ↑  《大越史記全書》(卷之十四):「春，正月，旱。初八日，勅諭淸華賛治承宣使司參議楊靜等：「吾於農務，尤且留意，爾牧兵民，固當盡力，省循無怠，畜洩以時，玆惟善政，永保圖功。書曰：『有備無患。』此之謂也。除已具奏外，某方嘆潦，須先預備隄防種稼事，彼縣州官視秦楚肥瘠恝然，予每差內臣往省南畝，或田畝卑塌，或阡陌荒蕪，或土堆有缺，或翻鵝害苗，纔至數朝，斷不可久，暑未數日，殆甚吿乾，皆由分憂之任，不得有才，扞制之方，靡良其策。嗚呼，汝等以衣冠之美，俸禄之富，爲潤屋之貲耶，抑莅天之功耶。吾一身恐惧之勤，而爲爾優游之悅，况今年値運下元，遭逢末劫，玄樞經云：『冬至得壬，地赤千里。』地母經云：『癸亥之年，雨水太多。』修築之術，將不勤乎，汝宜作急部內江關水車小溪大路，期二箇月以裡，爾親來撿閱，完好者置爲考上課，築漏者編爲不稱職，詳題以聞，定行黜陟，爾等無情不督貴，至霖雨田禾淹濕，詰得其實，一體送問。」」
8. ↑  《欽定越史通鑑綱目》(正編/卷之二十五):「先是，帝還自西京，不豫，尋以女謁太盛，嬰重疾，大漸，遺命太子嗣位。」
9. ↑  《大越史記全書》(卷之十四):「五月二十三日，帝以女謁盛，嬰重疾，大漸，乃遺命皇太子嗣位。」
10. ↑  . 平阳报. 2017-11-28  [2023-11-23]. （原始内容存档于2023-11-23）.
11. ↑  《大越史記全書》本紀卷之十四
12. ↑  《大越通史·后妃傳》，黎貴惇

| 黎憲宗        |                                         |               |
| 前任： 黎聖宗 | 越南後黎朝君主 大越國皇帝 1498年—1504年 | 繼任： 黎肅宗 |